# Силен
 Тази статия е за селото в Южна България.  За героя от древногръцката митология вижте Силен (митология).  
Силен е село в Южна България. То се намира в община Стамболово, област Хасково.

## География
Село Силен се намира в планински район в община Стамболово, област Хасково, в една от последните гънки на югоизточните Родопи с връх Бакаджик, съименник на този от Сливенския балкан.

## История
Старините около селото (Поп Мартиновата дупка, Каменните окопи на северния бряг на р. Арда, в близост до с. Долно Черковище) говорят за важен стратегически пункт, охранявал подстъпите към Тракия. Пътят Хасково – Стамболово – Силен – Поточница – Крумовград – Беломорието е имал важно търговско, военно и икономическо значение. Заедно с други съществуващи тогава селища, Силен е играло важна роля за възпирането на евентуални нашественици от юг. За това говорят и останките от крепостни стени на склона срещу стената на язовир „Студен кладенец“, непроучени, с недоказана роля в историческото минало.
Преки исторически данни за основаването и създаването на селото липсват и устни и писмени. Знае се, че селото е старо и е играло важна историко-икономическа роля от местно значение. От намерените старинни предмети – монети, кръстчета, върхове на стрели и копия се говори за едно старо селище, съществувало възможно още при траките, като култово, макар и недоказано исторически. Със сигурност то е съществувало по времето на Римската империя, когато селището е попадало в нея. Намерените старинни предмети – монета на която е изобразен римски воин, а възможно и гръцки с шлем, копие, щит и други са захвърляни и унищожени като ненужни. В това отношение критика търпи цялото българско население след 1900 година затова, че не ги е запазило.
В местността „При Стайковия орех“ при оране е намерен зидан християнски гроб – останки от керамика, паничка с нещо гнило на дъното. Тогава историкът не е могъл да опише, определи и характеризира всичко това компетентно. Пищялната кост, която се е намирала в този гроб, премерена по костта на човека, който е разкрил гроба, към коляното, показала, че тя е по дълга от неговата с почти цяла педя. Това е бил „грамаден човек великан“. Вероятно е бил важна личност, за да е положен в зидан гроб и отделно от другите (възможно – римлянин или византиец). По-късно се откриват църковни принадлежности – тавичка, чаша и лъжичка за причастие в една кухина на огромен стар дъб в местността „Кабаери“.
Село Силен съществува като административна единица от 1891 година. През това време кмет е бил Дикме Бекир Ибрямов от с. Тополово. Като самостоятелна административна единица с. Силен е останало до края на 1987 година. Сградата, в която се е помещавал съветът, е била стара постройка заварена от турците и се е състояла от две стаи, в долната махала до къщата на Георги Палечев, която вече не съществува.
Към 1900 г. Силен е граничен пост – 1900 г. Границата, според Берлинския договор, минава по течението на р. Арда. Граничният наряд е бил разположен в малката къщица пред общината, а по-късно става фелдшерски пункт и поща.
За първи път обучение на деца започва през 1898 година. Училище в селото по това време не е имало и обучението не е било задължително. Децата са събирани и обучавани в една стая от частен учител на име Михаил Тодоров от с. Силен и след ограмотяването им и завършването на четвърто отделение са били освобождавани от училище, но никакви документи и свидетелства не са им давани за завършено образование. През 1930 година се е започнало строителство на училище в с. Силен, което се е строило под формата за община и след построяването му, по предложение на тогавашния учител Стоян Ненов Джуров, който е станал и причина за построяването, по негово настояване пред тричленната комисия на съвета се предава постройката с протокол № 8 от 22 февруари 1931 година на училището безвъзмездно. Сградата е построена със средства от съвета и доброволен труд от населението.
През 1937 година населението се организира и се изкопава канал за прокарване на вода в училищния двор, като на 22 март 1937 г. е завършена чешмата. От април 1940 година кмет на селото е Ернест Иванов Момчилов от град София. По негово време започва строителството на чешма пред съвета, която се прави с доброволен труд от населението и средства от съвета, в чест на падналите бойци през 1912/13 г. и Първата световна война – като паметник-чешма. Строителството на църквата „Свети Илия“ започва през 1911 година. Поради двете войни – Балканската и Първата световна война, тя е открита официално през 1922 година.

## Религии
Източно православие, ислям.

## Обществени институции
- Кметство
- Народно читалище „Развитие 1946“[2]
- ЦДГ „Мечо Пух“
- Основно училище „Христо Ботев“
- ЗПК „Балкан“
- Пощенски клон

- ЦДГ „Мечо Пух“
- Кметството и читалището
- Пощенският клон
- Изглед от селото

## Други

### Загинали за родината от селата на Силенска община, Харманлийска околия
1912 – 1913 г.
- Редн. Грозю Г. Палечев (Одрин)
- Делчо М. Караджов (Конуш)
- Колю Г. Палечев (Студен кладенец)
- Милю Я. Талев (Пашмаклийско)

1915 – 1918 г.
- Подоф. Руси Р. Стамов (Рогачица)
- Редн. Ваню Г. Карагьозов (Пловдив)
- Васил Т. Янков (Полог)
- Грозю Т. Иванов (неизвестно)
- Делчо Я. Талев (неизвестно)
- Добри Д. Дуков (Битоля)
- Иван Т. Русев (неизвестно)
- Колю Ст. Димитров (неизвестно)
- Латин М. Драганов (Магарево)
- Латин Т. Хунтев (Добро поле)
- Митю Т. Хунтев (Брод)
- Петко Д. Дълев (неизвестно)
- Петко Т. Ванчев (Гюмендже)
- Петър П. Иванов (Ксанти)
- Стайко Г. Фучеджиев (неизвестно)
- Стоян М. Гинев (Ксанти)
- Стоян В. Гинев (Добро поле)
- Янко С. Желев (Гюмюрджина)

В чест на загиналите двама братя Латин и Митю Хунтеви, народа от с. Силен изпява песента с помощта на дядо Сево (селският певец – така запомнен от населението). Пята по сватби и седенки от всички моми и невести:

„Пуста се война обяви. Латин в 30-и полк Шейновски

Майки синове изпращат, Митю в пети полк австрийски

и на синове заръчват: – Тъмен се облак зададе,

– Синове мили на мама, и църна книга пристигна

както Ви мама изпраща, Латин и Митю убити

тъй да Ва мама посрещне,

да ма на старост гледате

По време на Втората световна война от с. Силен за фронта заминават 19 души – стигат до Алпите:
- Атанас Петков Христов – картечар, награден с орден за храброст
- Колю Георгиев Палечев
- Славил Колев Славов
- Кръстю Петков Тодоров
- Иван Делчев Христов
- Петко Славов Николов
- Станко Иванов Хунтев
- Георги Делчев Георгиев
- Делчо Станков Гинев
- Тодор Христозов Хунтев
- Янко Тодоров Димов
- Милю Янчев Карев
- Колю Гинев Митев
- Делчо Трънгов Трънгов (минохвъргачка) – няколко медала
- Ангел Вълчев Тодоров
- Тодор Вълчев Славилов
- Делчо Иванов Христов
- Илия Георгиев
- Пашин Христов

Всички от с. Силен от първата и от втората фаза на войната се връщат живи и здрави. Решено е да се построи чешма на фронтоваците – построена е малко по-късно в местността „Олджика“ през 1947 г.